# Wüstentage
Wüstentage sind eine spezielle Form meist religiöser Einkehrtage, bei denen die Teilnehmer einen einfacheren Lebensstil als sonst pflegen.
Dies kann unter anderem durch Fasten oder andere Formen des Verzichts erfolgen, was die Aufmerksamkeit von Körper und Seele fördert und insbesondere zur Vorbereitung auf Ostern oder auf Zeiten besonderer Herausforderung dient.
Das Wort Wüstentage leitet sich von den vierzig Tagen Jesu in der Wüste bei Jericho ab, erinnert aber auch an die 40 Wanderjahre der Israeliten auf dem Weg ins Gelobte Land.
Erstmals wurden derartige Einkehrtage und Seminare in den 1970er Jahren in verschiedenen Bildungshäusern der Katholischen Kirche gehalten (siehe auch Friedrich Giglinger), gehen aber in ihrem Kern bereits auf die Exerzitien des Ignatius von Loyola zurück.
Bei anderen Glaubensgemeinschaften wurden ähnliche Gedanken entwickelt. Sie finden seit einiger Zeit auch in die Ökumene Eingang.